# 2025年7月

## 7月1日
- 泰國憲法法院暫停泰國總理佩通坦·欽那瓦職務。[1]
- 哈萨克斯坦禁止在公共场合穿戴面纱。[2]
- 中国甘肃省天水市麦积区一幼儿园被发现发生集体铅中毒。[3]

## 7月2日
- 美國總統川普與越南共產黨總書記蘇林通話後，宣布美國與越南已達成新的貿易協議[4]。
- 美國紐約南區聯邦地區法院裁定饒舌歌手吹牛老爹在串謀從事勒索及性販運罪名不成立，但兩項運送他人從事賣淫活動的罪名成立[5]。
- 美國伊利諾州芝加哥發生一宗大規模駕車槍擊案，事件中造成4人死亡，另有14人受傷[6]。

## 7月3日
- 馬里國家過渡委員會（法语：Conseil national de la transition (Mali)）通過決議，認可過渡總統阿西米·戈伊塔的任期延長5年，且可更新。[7]
- 克里斯托弗·米爾曼（法语：Christophe Mirmand）被內定為新任摩納哥國務大臣。[8]
- 韓國國會通過任命金民錫為韓國總理。[9]
- 俄罗斯宣布正式承认阿富汗伊斯兰酋长国临时政府，成为首个承认该政权合法性的主权国家。[10]
- 美國商務部通知美國航空引擎供應商GE航空航天，解除對中國商飛C919飛機的引擎出口禁令，中國首款自行研製的民航飛機將恢復正常生產[11]。
- 敘利亞啟用新國徽，取代復興黨時代的舊國徽（英语：Coat of arms of Ba'athist Syria）[12]。
- 效力利物浦的葡萄牙足球員迪奧戈·若塔在西班牙薩莫拉省的一場車禍中喪生，得年28歲[13]。

## 7月4日
- 美國德克薩斯州中部發生洪水。[14]

## 7月5日
- 伊隆·馬斯克宣佈成立美國黨。[15]

## 7月6日
- 蘇利南議會選舉珍妮弗·西蒙斯為新任蘇利南總統。[16]
- 第17屆金磚國家峰會舉行，哥倫比亞與烏茲別克斯坦加入新開發銀行。[17]
- 颱風丹娜絲登陸嘉義縣布袋鎮，為臺灣有記錄以來首個登陸嘉義的颱風[18]。
- 南京红姐事件嫌疑人被捕。[19]

## 7月7日
- 俄羅斯交通運輸部長羅曼·斯塔羅沃伊特被解職，隨後自殺。[20]

## 7月8日
- 中国共产党前武汉市委副书记兼武汉市长周先旺被中共中央纪委国家监委调查。[21]

## 7月10日
- 韓國前總統尹錫悅再次被捕。[22]

## 7月12日
- 法國政府與新喀里多尼亞各政治派別達成協議，新喀里多尼亞可成為法國國內擁有一定主權的主體，且居民在法國國籍之外可獲得新喀里多尼亞國籍。[23]

## 7月13日
- 車路士在美國東盧瑟福大都會人壽體育場舉辦的2025年國際足協世界冠軍球會盃決賽中以3–0擊敗巴黎聖日耳門，第二度贏得世冠盃冠軍。[24]
- 敘利亞南部蘇韋達市及其周邊村莊德魯茲派（英语：Druze in Syria）與貝都因人武裝團體爆發衝突，敘利亞過渡政府宣佈派遣敘利亞武裝部隊進駐當地以恢復秩序[25]。

## 7月14日
- 烏克蘭總統弗拉基米尔·泽连斯基提名尤利婭·斯維里登科為新任烏克蘭總理，現任總理杰尼斯·什梅加尔轉任國防部長。[26]
- 揚尼克·辛納與伊加·斯威雅蒂分別獲得溫布頓网球锦标赛男子单打及女子单打比賽冠军[27]。

## 7月15日
- 澳門立法會選舉委員會裁定現任中間派議員林宇滔等12人的2025年參選資格無效。[28]
- 臺灣重大學術醜聞台師大女足抽血案引起各界關注。[29]
- 32個國家參與由海牙小組發起的波哥大峰會，共12個與會國同意一系列措施，以遏止以色列在加沙戰爭期間所犯下的種族滅絕行為[30]。

## 7月16日
- 珍妮弗·赫尔林斯-西蒙斯上任蘇利南總統。[31]
- 热利科·科姆希奇就任波斯尼亚和黑塞哥维那主席团主席。[32]
- 前中国共产党西藏自治区委员会书记吴英杰一审被判死缓。[33]
- 在法國巴黎舉行的聯合國教科文組織第47屆世界遺產大會決議新增26處世界遺產。[34]
- 以色列空軍空襲敘利亞首都大馬士革多座政府設施，包括敘利亞總參謀部大樓與敘利亞總統府人民宮附近區域，造成至少3人死亡、34人受傷。用以警告2025年7月敘利亞南部衝突期間進入蘇韋達平亂的敘利亞政府軍，並保護當地德魯茲族群（英语：Druze in Syria）[35]。
- 中国杭州市余杭区仁和街道等部分地区发生自来水异味事件。[36]

## 7月17日
- 烏克蘭國會承認尤利婭·斯維里登科任烏克蘭總理。[37]
- 斯洛文尼亚宣布因其“极端暴力和反巴勒斯坦人人权”为由禁止以色列金融部长比撒列·斯莫特里赫和国家安全部部长伊塔马尔·本-格维尔入境。[38]
- 以色列空袭位于加薩走廊的一处天主教教堂，造成两人死亡，多人受伤。[39]

## 7月18日
- 斯洛文尼亞國會通過允許協助自殺法案。[40]

## 7月19日
- 越南共產黨中央委員會決定解除前國家主席阮春福、前國家主席武文賞、前國會主席王廷惠、前政府副總理黎明慨等前領導人的一切黨職。[41]
- 越南名勝下龍灣發生翻船事故，至少36人死亡。[42]

## 7月20日
- 自由民主党和公明党组成的执政联盟在2025年日本参议院选举中丧失参议院过半数议席[43]，首相石破茂在败选后表示將繼續執政。[44]

## 7月21日
- 印度副總統賈格迪普·丹卡爾因健康原因辭職。[45]
- 孟加拉空军的一架殲-7BGI训练机于首都达卡北部的一间学校坠毁，造成32人死亡，173人受傷。该训练机为中国制造的战机歼7的外销变体。[46]

## 7月22日
- 法國司法部門起訴涉嫌貪污的文化部長拉希妲·達狄與前雷諾日產總裁卡洛斯·戈恩。[47]

## 7月23日
- 盧旺達總統保羅·卡加梅任命賈斯汀·恩森基尤姆瓦（英语：Justin Nsengiyumva）為盧旺達總理。[48]
- 中国东北大学6名学生在位于呼伦贝尔市的一家中国黄金（中金黄金）旗下选矿厂参观时意外落入浮选池溺亡。[49][50]

## 7月24日
- 因阿諾·帕拉西奧斯過世，戴維·阿帕唐（英语：David M. Apatang）就任北馬里亞納群島總督。[51]
- 泰國與柬埔寨邊境發生交火，兩國並互相召回大使。[52]
- 俄罗斯安加拉航空一架安-24在俄罗斯阿穆尔州滕达市坠毁，机上48人全部遇难[53]。
- 拉姆赞·卡德罗夫在土耳其博德魯姆度假時險些溺水，被送到醫院。[54]

## 7月25日
- 賈斯汀·恩森基尤姆瓦（英语：Justin Nsengiyumva）就任盧旺達總理。[55]
- 菲律賓最高法院認為彈劾莎拉·杜特爾特副總統違憲。[56]

## 7月26日
- 台灣大罷免首輪投票進行，24席立委及新竹市市長高虹安的罷免案全數不通過。[57][58]
- 俄罗斯萨拉托夫州首府萨拉托夫市一间公寓发生煤气爆炸，造成至少6人死亡，16人受伤。[59]

## 7月27日
- 中國少林寺住持釋永信因涉嫌挪用財產以及私生子問題被調查。[60]
- 英格蘭女子足球代表隊在2025年歐洲女子足球錦標賽決賽的十二碼大戰以3比1擊敗西班牙國家女子足球隊，奪得隊史第二座歐錦賽冠軍[61]。
- 塔德伊·波加薩爾贏得2025年环法自行车赛冠軍[62]。

## 7月28日
- 聯合國舉行聚焦以色列及巴勒斯坦國「兩國方案」落實的國際會議[63]。
- 泰国与柬埔寨在吉隆坡达成停火协议。[64]
- 哥倫比亞前總統阿爾瓦羅·烏里韋因涉嫌收買證人等被判有罪。[65]
- 中国北京市的暴雨洪涝灾害造成重大人员伤亡。[66]
- 暴雨导致一间位于嘉义县朴子市的养猪场超过两千头猪溺死。[67]
- 美國紐約市曼哈頓中城公園大道345號內發生槍擊案，造成包括行兇者共5人死亡，另5人受傷[68]。
- 美國內華達州雷諾市大塞拉度假村（英语：Grand Sierra Resort）發生槍擊案，造成3人死亡、包括疑犯5人受傷[69]。
- 泰國曼谷挽賜縣安多哥市場（英语：Or Tor Kor Market）發生槍擊案，造成包括兇手6人死亡、2人受傷[70]。

## 7月30日
- 哥斯大黎加第一副總統斯蒂芬·布倫內爾（英语：Stephan Brunner）等多名高官因準備參選2026年的議會選舉（英语：2026 Costa Rican general election）而辭職，但同樣準備參選的總統羅德里戈·查韋斯則表示暫時不會辭職。[71]
- 法國盧瓦爾省長亞歷山大·羅夏特（Alexandre Rochatte）被任命為法屬玻里尼西亞高級專員，穆里埃·阮（Muriel Nguyen）繼任省長。[72]
- 俄羅斯堪察加半島東南海域發生地震矩規模8.8地震，太平洋沿岸多國發出海嘯警報。[73]

## 7月31日
- 立陶宛總理金陶塔斯·帕盧茨卡斯因過去做生意時疑似有不當行為辭職，但其本人否認有不當行為。[74]
- 薩爾瓦多國會撤銷薩爾瓦多總統的任期限制。[75]
- 緬甸國軍解除國家緊急狀態令。[76]
- 澳門立法會前議員區錦新因涉嫌「長期勾結境外反華組織及敵對勢力」而被司法警察局拘捕，為該地自2009年實施《維護國家安全法》以來的首宗案例。[77]